# RD-191

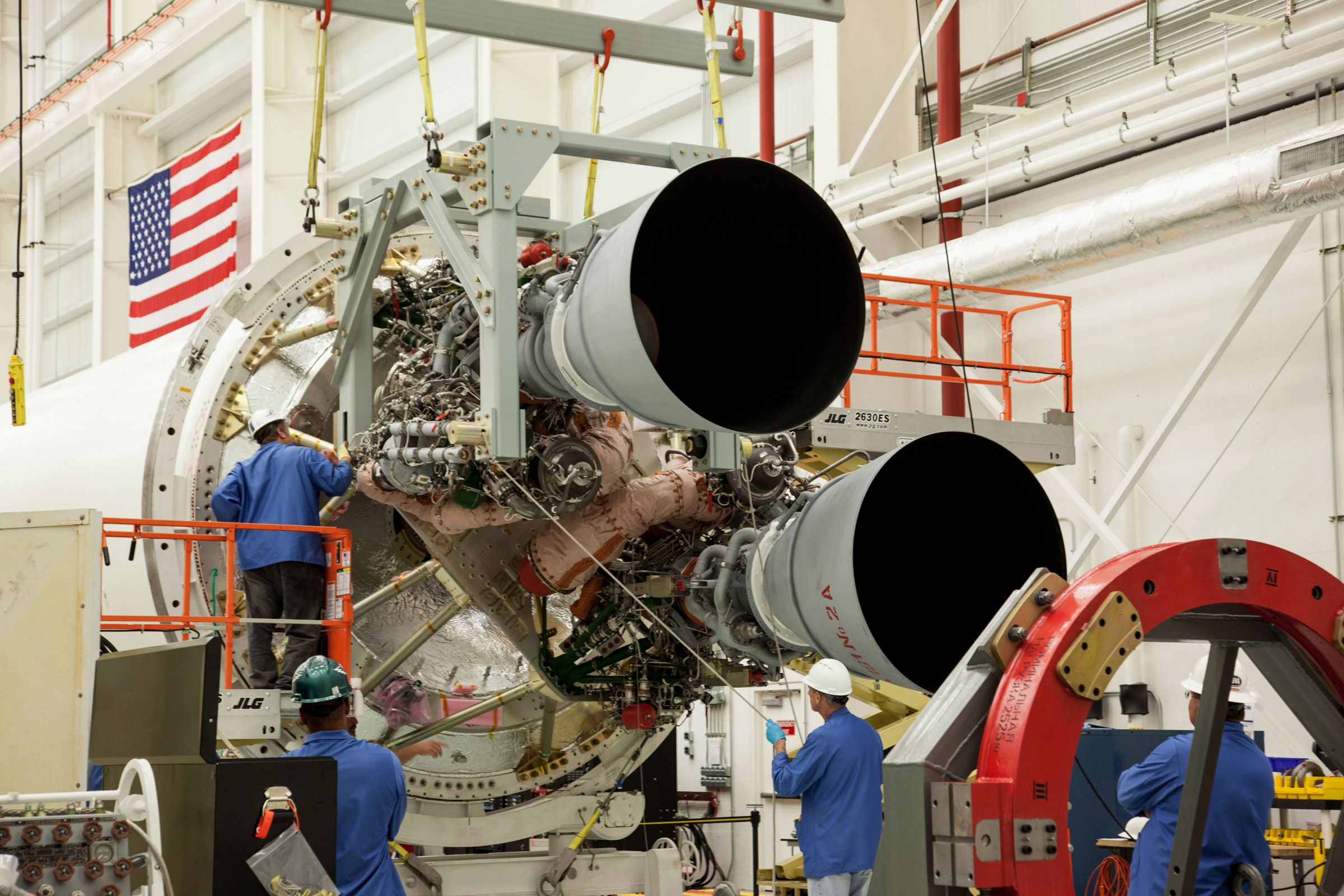
RD-181 엔진

RD-191은 러시아에 의해 개발된 고성능 1개 연소실 로켓 엔진이다. 앙가라 로켓에 사용되는 1단 범용 로켓의 엔진이다. 이 모델은 에네르기아 발사체에 사용되었던 RD-170 로켓 엔진으로부터 파생되었으며, 추력 210톤이다. RP-1 / 액체산소를 사용한다.

## 설계
점화는 액체 산소와 접촉시 발화하는 특수 시작 연료를 연소실에 주입하는 화학적 방법으로 한다. 엔진은 공칭 추력의 30%까지 낮출수 있고, 설계는 비상상황에서 5%의 공칭 수준까지 단기 향상 추력을 허용한다. 카르단 서스펜션은 8도까지 짐벌된 추력 굴절에의한 Yaw와 Pitch 제어를 제공한다. 현대적인 설계에서는 엔진은 연소 조건을 모니터하는 센서들을 포함한다. 계측은 원격 측정과 비상 보호 시스템이 이용된다. 엔진은 두가지의 추가적인 기능을 충족한다: 추진제 탱크의 가압을 위한 헬륨 가스, 노즐과 공기역학 방향키를 바꾸기 위한 유압 구동기를 위한 유압 파워의 생성.

## 나로호 1단 엔진
나로호 사업은 미국 국무부가 ICBM 기술이전이라고 항의하자, 러시아가 일방적으로 계약을 취소해서, 무산된 사업이다. 당초, 러시아 완제품 1단 엔진을 사용해 시험발사를 하고, 이후에는 한국이 1단 엔진을 국내생산해 계속 발사하기로 러시아와 계약을 한 사업이다. 그래서, 러시아가 완제품 1단 엔진을 한국에 제공하지 않았다.
2021년 10월 29일, 조광래(62) 전 한국항공우주연구원 원장이, 2008년 8월에 러시아가 RD-191 엔진 완제품 한 개를 한국에 제공했다는 사실을 전격 공개했다.

## 같이 보기
- RD-810